# Najdžel Slejter
Najdžel Slejter (9. april 1956) je engleski kulinar i tv voditelj. 

## Biografija
Najdžel Slejter je rođen 9. aprila 1956. godine u Vulverhemptonu, tada u Stafordširu. Bio je najmlađi od dva sina rođena od vlasnika fabrike Sirila "Tonija" Slejtera i domaćice Ketlin Slejter (rođene Galimor). Ovo je bio drugi brak njegovog oca. Njegova majka je umrla od astme 1965. godine. Godine 1971. njegov otac se ponovo oženio Doroti Perens i umro je 1973. godine.
Slejter je pohađao školu u svom rodnog gradu. Preselio se u Vusteršir kao tinejdžer i pohađao srednju školu gde je uživao u pisanju eseja i bio je jedan od samo dvojice dečaka koji su kulinarstvo polagali kao predmet O-nivoa.
Slejter u svojoj autobiografiji tvrdi da je koristio hranu da se takmiči sa svojom maćehom za očevu pažnju. Njihova najveća bitka bila je oko pite od limuna – omiljene njegovog oca. Ona je odbila da otkrije svoj recept, pa je Slejter pribegao podmetanjima kako bi pokazao svoju verziju. „Prebrojao bih ljuske u kanti, da vidim koliko je jaja potrošila i zapisao ih. Ulazio sam u kuhinju u različito vreme, kada sam znao da to pravi samo kako bih je uhvatio. Kada je pravila pitu, gradila je taj recept polako tokom nekoliko meseci, ako ne i godina."
On je 1976. godine stekao diplomu iz ugostiteljstva na Tehničkom koledžu u Vorčesteru, i radio je u restoranima i hotelima širom zemlje pre nego što je postao novinar kulinarskih članaka za časopis Marie Claire 1988. godine. Postao je poznat po nekomplikovanim, udobnim receptima za hranu koje je predstavio u ranim kuvarskim knjigama kao što su The 30-Minute Cook (1994) i Real Cooking, kao i po svojim memoarskim kolumnama za The Observer koje je započeo 1993.

## Televizija i radio
Godine 1998, Slejter je bio domaćin emisije O pravoj hrani Najdžela Slejtera na kanalu Channel 4. Vratio se na TV 2006. da bi vodio emisiju za ćaskanje/hranu A Taste of Mi Life za BBC One i BBC Two. Godine 2009. predstavio je šestodelnu seriju Simple Suppers na BBC One i drugu sezonu iste emisije sledeće godine.
Pojavio se kao gost u emisiji Desert Island Discs na BBC Radiju 4 u junu 2005. godine.
U novembru 2013. pojavio se zajedno sa farmerom Adamom Hensonom u BBC-jevom filmu Nigel and Adam's Farm Kitchen, koji je smešten na radnoj farmi u Kotsvoldsu i pokriva različite aspekte proizvodnje i pripreme hrane.

## Pisanje
Slejterova knjiga, Eating for England: The Delights & Eccentricities of the British at Table (Fourth Estate), posvećena je britanskoj hrani i kulinarstvu. Objavljena je u oktobru 2007. i opisana je kao „neka vrsta odabranih kulinarskih zalogaja koja će lepo pasti za vreme na putovanju vozom“ u časopisu The Sunday Times. Njegova knjiga Tender je priča o njegovom povrtnjaku, kako je nastao i šta u njemu raste. Knjiga je objavljena u dva toma; prva je o povrću, koja je objavljena krajem 2009. i druga o voću, koja je objavljena 2010. Tender je opisan kao memoar, studija o pedesetak omiljenih povrća, voća i orašastih plodova i zbirka od preko pet stotinu recepata.
Slejter je postao poznat široj publici objavljivanjem svoje autobiografije koja se fokusirala na njegovu ljubav prema hrani, detinjstvo, porodične odnose (njegova majka je umrla od astme kada je imao devet godina) i o njegovoj homoseksualnosti. Slejter je to nazvao „najintimnijim memoarima koje je bilo koja osoba koja se bavi hranom ikada napisala“. Knjiga je objavljena u Britaniji u oktobru 2004. i postala je bestseler nakon što je predstavljena.
Njegova autobiografija je ekranizovana te je nastao film Tost 2010. godine.  Takođe se izvodi predstava po istom scenariju i po istom imenu u teatrima u Ujedinjenom Kraljevstvu. 

## Privatni život
Slejter ima dva starija brata, Adrijana (rođen 1944) i Džona. Slejterovi roditelji usvojili su Džona, komšijino dete, pre nego što se Slejter rodio. Ima i dve polusestre, od kojih je otuđen.
Slejter živi u oblasti Hajberi u severnom Londonu, gde održava baštu koja se često pojavljuje u njegovoj kolumni i u emisijama. On je bio otvoren o svojoj seksualnosti u svojoj autobiografiji koja je zasnovana na njegovom ranom životu; knjiga je iznedrila i film i predstavu kojoj je on doprineo i sarađivao. 
U tv emisijama koje je vodio 2010-ih godina se videlo da nosi burmu te je bio u braku u tom periodu. Vrlo drži do privatnosti kada je u pitanju ljubavni život. 

## Publikacije

### Kuvari
- The Marie Claire Cookbook, Hamlyn, ( 0-7064-2573-1, 1992)
- Real Fast Food, Michael Joseph, ( 0-7181-3577-6, 1992) or Penguin Books, ( 0-14-046949-4, 1993)
- Real Fast Puddings, Michael Joseph, ( 0-7181-3577-6, 1992) or Penguin Books, ( 0-14-023283-4, 1994)
- The 30-Minute Cook, Michael Joseph, ( 0-7181-3752-3, 1994)
- Real Good Food, Fourth Estate (ISBN, 1995)
- Real Cooking, Michael Joseph, ( 0-7181-4090-7, 1997) or Penguin Books ( 0-14-025277-0, 1999)
- Real Food, Fourth Estate, ( 1-85702-971-2, 1998) or ( 1-84115-144-0, 2000)
- Appetite, Random House of Canada, ( 0-679-31212-9, 2000) or Fourth Estate ( 1-84115-470-9, 2000)
- Thirst, Fourth Estate, ( 1-84115-768-6, 2002)
- The Kitchen Diaries, Fourth Estate, ( 0-00-719948-1, 2005) or Gotham Books, published by Penguin (USA), ( 1-592-40234-8), October 2006[13][14]
- Tender, Volume One, Fourth Estate, Harper Collins ( 978-0-00-724849-0) (2009)
- Tender, Volume Two, Fourth Estate, Harper Collins (2010)
- The Kitchen Diaries II, Fourth Estate (2012)
- eat: The Little Book of Fast Food, Fourth Estate (2013)
- A Year of Good Eating: The Kitchen Diaries III, Fourth Estate ( 978-0-00-753680-1) (2015)
- The Christmas Chronicles, Fourth Estate (2017)
- Greenfeast: Spring, Summer, Fourth Estate ( 978-0008333355) (2019)
- Greenfeast: Autumn, Winter, Fourth Estate ( 978-0008213770) (2019)
- A Cook’s Book, Fourth Estate ( 978-0008213763) (2021)

### Autobiografije
- Toast: The Story of a Boy's Hunger, Fourth Estate, ( 1-84115-289-7, 2003) or  HarperPerennial ( 0-7011-7287-8, 2004)[15][16]
- Eating For England, Fourth Estate, ( 0-00-719946-5, October 2007)

### Emisije
- Nigel Slater’s Real Food Show  (1998) – voditelj
- A Taste of My Life  (2006-2008, 31 episodes) – voditelj
- Nigel Slater’s Simple Suppers  (2009) – voditelj i scenarista
- Nigel Slater’s Simple Cooking  (2011, 8 episodes) – voditelj i scenarista
- Nigel Slater: Life is Sweets  (2012, one-off documentary) – voditelj i scenarista
- Nigel Slater’s Dish of the Day  (2012) – voditelj i scenarista
- Nigel Slater’s Great British Biscuit  (2013, one-off documentary) – voditelj i scenarista
- Nigel and Adam’s Farm Kitchen  (2013) – suvoditelj
- Nigel Slater: Eating Together (2015, 4 episodes) – voditelj i scenarista
- Nigel Slater's Middle East (2018, 3 episodes) - voditelj i scenarista

## External links
- Official site
- Nigel Slater 5th Estate
- Nigel Slater columns and recipes The Observer
- Nigel Slater: the interview The Observer, 14 September 2003
- Tamasin Day-Lewis 1998 The Real Cook Waitrose
- Nigel Slater's Simple Suppers BBC One